# Egon von Eickstedt

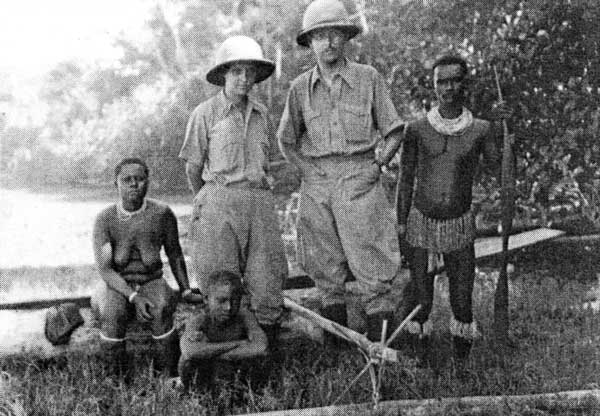
Die von Eickstedts in den Andamanen 1926

Egon Freiherr von Eickstedt (* 10. April 1892 in Jersitz in der damaligen Provinz Posen; † 20. Dezember 1965 in Mainz) war ein deutscher Anthropologe und ein maßgeblicher Vertreter der Rassentheorie im Nationalsozialismus. Seine Theorie der Gliederung der Menschheit in drei „Großrassen“ wurde noch bis in die 1990er Jahre in der Anthropologie vertreten.

## Leben
Egon von Eickstedt stammte aus dem alten pommerschen Adelsgeschlecht Eickstedt. Seine Schulzeit verbrachte er in Berlin, Dresden und einem Internat in Halberstadt.
Er studierte an der Friedrich-Wilhelms-Universität Berlin und an der Johann Wolfgang Goethe-Universität Frankfurt am Main Anthropologie, Medizin, Philosophie, Psychologie, Völkerkunde, Geographie, Geschichts- und Sprachwissenschaft. Prägend wurde die Begegnung mit dem Anthropologen und Ethnologen Felix von Luschan in den Berliner Studienjahren ab 1913.
Im Ersten Weltkrieg war von Eickstedt Sanitätsunteroffizier. In dieser Eigenschaft führte er 1916 erste anthropologische Untersuchungen an kriegsgefangenen Sikhs durch, die in der britischen Armee dienten. 1916 heiratete er Enjo da Costa Macedo, eine Brasilianerin portugiesischer Abstammung. Aus den Kriegsgefangenen-Untersuchungen ging 1920 seine Dissertation über die nordindischen Sikhs hervor.
1921 wurde von Eickstedt Assistent am Anatomischen Institut der Albert-Ludwigs-Universität Freiburg unter der Leitung des Anthropologen Eugen Fischer. 1924 ernannte man ihn zum Leiter der Anthropologischen Abteilung des Naturhistorischen Museums in Wien unter Otto Reche. 1926 arbeitete er kurz mit dem Anthropologen Theodor Mollison in München zusammen. Im gleichen Jahr brach von Eickstedt zu seiner ersten Indien-Expedition auf, bei der er umfangreiche anthropologische und ethnologische Daten sammelte. 1927 war er kurz als Assistent bei dem Geographen Norbert Krebs in Berlin tätig.
Während seiner Wiener Zeit baute Eickstedt Kontakte zum Verleger Julius Friedrich Lehmann auf, erörterte mit ihm 1926 die Möglichkeit einer „Deutschlanduntersuchung“ unter rassischen Gesichtspunkten und steuerte im gleichen Jahr eine „Anthropologisch-klinische Meßtafel“ zum Verlagsprogramm des J. F. Lehmann Verlages bei. 1927 wurde er Herausgeber des Archivs für Rassenbilder im gleichen Verlag.
Im Dezember 1928 wurde Eickstedt in Abwesenheit zum Dozenten der Medizinischen Fakultät der Universität Breslau ernannt. Da er sich auf einer Forschungsreise in Indien befand, wurde er dafür bis zum folgenden Sommersemester beurlaubt. Im Sommer 1929 habilitierte er sich an der Philosophischen Fakultät und übernahm als Privatdozent stellvertretend, ab 1933 als außerordentlicher Professor die Leitung des neuen Anthropologischen Instituts sowie der bestehenden Ethnographischen Sammlung. An der Universität hielt er ab 1929 Vorlesungen zu Themen der Rassehygiene oder Eugenik. Seit 1931 sammelten sich nationalsozialistisch gesinnte Studenten und Assistenten um ihn. Er galt in der lokalen Presse als „Nazibaron“. Nach der Machtübernahme der Nationalsozialisten beantragte er am 1. Mai 1933 die Aufnahme in die NSDAP und trug zeitweise das Parteiabzeichen für Mitgliedsanwärter. Sein ehemaliger Assistent Walter Jankowsky, selbst Mitglied der NSDAP, erreichte mit einer Reihe von Denunziationen bei NSDAP-Behörden, dass Eickstedts Aufnahmeantrag abgelehnt wurde. Dies wird auf persönliche, nicht politische Gründe zurückgeführt.
Gleichwohl stieg Eickstedt zu einem der führenden Rassentheoretiker im Nationalsozialismus auf. Er wurde 1933 zum außerordentlichen Professor ernannt und 1934 verbeamtet. Er unterstützte das „Gesetz zur Verhütung erbkranken Nachwuchses“ 1933 mit einem Artikel und behandelte ab Sommer 1935 die nationalsozialistische Rassegesetzgebung in seinen Vorlesungen. Bis 1944 blieben „Rassenkunde“ und die aktuellen rassepolitischen Entwicklungen Hauptthema seiner Forschungs- und Lehrtätigkeit.
Seit 1933 erstellte er „Abstammungsgutachten“ für das damals eingerichtete „Reichssippenamt“, in denen er bei strittiger Vaterschaft einer Person anhand von deren äußeren Körpermerkmalen die Abstammung von „Juden“, „Halbjuden“ oder „Vierteljuden“ feststellte und damit gemäß den Nürnberger Gesetzen über ihren Anspruch auf Bürgerrechte entschied. Von 1936 bis 1944 erstellten er und seine Assistenten, vor allem Ilse Schwidetzky, eine unbekannte Zahl derartiger Gutachten, die einen Großteil ihrer Arbeitszeit umfassten. Eickstedt gehörte zu 13 Anthropologen, die das Reichssippenamt als Experten für Rassegutachten aufführte. Er beteiligte sich 1939 an einer Konferenz, bei der diese Gutachten besprochen und als wissenschaftlich zuverlässig sowie politisch unentbehrlich einhellig bestätigt wurden. So entschieden Eickstedts Gutachten ab 1933 über das berufliche Schicksal, ab 1941 unter Umständen auch über Leben und Tod der begutachteten Personen, da „Halb-“ und „Volljuden“ in Ghettos, Arbeits- und Vernichtungslager deportiert wurden. Schwidetzkys Nachkriegsbehauptung, Eickstedts Breslauer Institut sei an diesen Gutachten unbeteiligt gewesen, erwies sich als falsch: Akten zu mindestens elf von Eickstedt und Schwidetzky unterzeichneten Gutachten des Instituts sind erhalten, eins davon vollständig.
Im Jahr 1934 erschienen sein Hauptwerk Rassenkunde und Rassengeschichte der Menschheit sowie die kürzere Schrift Die rassischen Grundlagen des deutschen Volkes. 1935 gründete er die Zeitschrift für Rassenkunde und die gesamte Forschung am Menschen. Gemeinsam mit seiner Assistentin Ilse Schwidetzky und NSDAP-Organisationen führte er eine groß angelegte Regionaluntersuchung Schlesiens durch.
Von 1937 bis 1939 brach er zu einer zweiten Asienexpedition auf, die ihn nach Indien, China, auf die Philippinen, Malaysia und Indonesien führte. Die Ergebnisse der beiden Asienexpeditionen gingen in sein Buch Rassendynamik von Ostasien ein (1944). Die Überarbeitung der Rassenkunde und Rassengeschichte wuchs zu einem dreibändigen Werk, das seiner Meinung nach die ganze Anthropologie umfasste und erst in den 1960er Jahren abgeschlossen wurde (Die Forschung am Menschen, 1940–1962). Im Jahr 1938 erhielt von Eickstedt die Ehrendoktorwürde der Universität Sofia. Im Mai 1940 wurde eine von ihm beantragte Umwidmung seiner außerordentlichen in eine ordentliche Professur abgelehnt, da seitens des Dozentenbundführers Zweifel an Eickstedts politischen Grundüberzeugungen bestanden, die dann auch im Juni desselben Jahres vom Reichsminister für Wissenschaft, Erziehung und Volksbildung angemahnt wurden.
1945 flüchteten Eickstedt und seine Frau aus Breslau. Über Dresden gelangten sie nach Leipzig, wo Eickstedt hoffte, an der Universität eine Professur zu erhalten. Aufgrund von Einwänden sowohl des Betriebsrats, er habe sich ungerechtfertigte materielle Vorteile verschafft, als auch von wissenschaftlicher Seite – „Rassismus“ – gelangte er über eine Vorlesung „Systematische Anatomie (Knochen und Muskeln)“ im Sommersemester 1946 nicht hinaus. Vielmehr wurde er von den sowjetischen Militärbehörden festgenommen und war drei Wochen lang Vernehmungen ausgesetzt, bevor er wieder entlassen wurde. Er entging jedoch der Internierung.
Die Universität Leipzig stellte ihn auf Initiative und Empfehlung von Dekan und Rektor Gadamer im September 1945 zunächst an ihrer Philosophischen Fakultät als Leiter des Anthropologischen Instituts ein. Da die Landesverwaltung Sachsen jedoch die von der Philosophischen Fakultät im März 1946 beantragte Festanstellung Eickstedts als Ordinarius für Anthropologie und Anatomie nicht zuließ und andere von ihm betriebene Bewerbungen gleichfalls scheiterten, legte er die provisorische Institutsleitung am 15. Oktober 1946 nieder und wechselte an die neu gegründete Johannes Gutenberg-Universität Mainz, wo er bereits am 29. September 1946 ein Ordinariat zugesprochen bekommen hatte. Die „Menschheitsforschung“, begründete Eickstedt seinen Raumwechsel, sei „im Osten wurzellos“. In Mainz galten Ethnologie und Anthropologie durch den Nationalsozialismus nicht als diskreditiert, so dass er zusammen mit seiner ehemaligen Oberassistentin Ilse Schwidetzky am Aufbau eines neuen Anthropologischen Instituts als Ordinarius und Direktor des Forschungsinstituts für Menschenkunde beteiligt wurde. Die Universität Mainz bot ihm einen Lehrstuhl für Ethnologie an. Von der neugegründeten Deutschen Gesellschaft für Soziologie (DGS) wurde er als Mitglied aufgenommen, wobei der DGS-Vorsitzende Leopold von Wiese persönlich als Pate auftrat.
1949 gründete von Eickstedt die Zeitschrift für Rassenkunde unter dem Namen Homo – Zeitschrift für die vergleichende Biologie des Menschen neu. In den 1950er und 1960er Jahren unternahm er mehrfache Forschungsreisen nach Spanien, Marokko und in den Mittleren Osten. 1961 erfolgte seine Emeritierung. Ilse Schwidetzky wurde seine Nachfolgerin in Mainz und übernahm auch die Leitung der Zeitschrift Homo. Von Eickstedt starb 1965 in Mainz nach einem Herzinfarkt.

## Zur Rassenlehre von Eickstedts

### Seine Thesen
In seinem Hauptwerk, der 1934 erschienenen Rassenkunde und Rassengeschichte der Menschheit, vertrat Eickstedt eine Einteilung der Menschheit in drei geographische „Großrassen“ (Europide, Mongolide, Negride), die jeweils zahlreiche Rassen umfassen. Diese Einteilung war in der Anthropologie bis in die 1990er in vielen wichtigen Publikationen vertreten. Die Großrassen hätten sich während der Eiszeit in drei Isolaten oder „Züchtungsräumen“ durch Mutation und Selektion herausgebildet.
Bei der Klassifizierung orientierte Eickstedt sich an der äußeren Erscheinung, die er mit den Methoden der Anthropometrie vermaß. Er postulierte, so mit Hilfe seiner „Rassenformeln“ die Mischungsanteile verschiedener Rassen im Individuum bestimmen und die prozentualen Rassenanteile in den Bevölkerungen ermitteln zu können. Dabei setzte er die Kategorie der „Rasse“ als eine räumlich und zeitlich invariante Größe voraus, die durch genetische Rekombination bei der Fortpflanzung nicht zerstört werde und daher anteilig auf die Nachkommen übergehe. Ein erfahrener Wissenschaftler könne die Rasse in einer „Typenschau“ anhand des Augenscheins auch unmittelbar wahrnehmen.
| Rassensystematik nach von Eickstedt (1934) | Rassensystematik nach von Eickstedt (1934)                                         | Rassensystematik nach von Eickstedt (1934)                                                                       |
| Europide | Mongolide                                                                          | Negride |
| --- | ---------------------------------------------------------------------------------- | --- |
| Blondrassengürtel: Nordide, Teutonordide, Dalofälide, Fennonordide, Osteuropide                                                                                                   | Polargürtel: Sibiride, Westsibiride, Ostsibiride, Eskimide                         | Kontaktgürtel: Äthiopide, Nordäthiopide, Ostäthiopide, Zentraläthiopide, Indomelanide, Südmelanide, Nordmelanide |
| Braunrassengürtel: Mediterranide, Grazilmediterranide, Eurafrikanide, Berberide, Orientalide, Indide, Grazilindide, Nordindinide, Indobrachide, Pazifide, Polineside, Mikroneside | Nordmongolide: Tungide, Sinide, Nordsinide, Mittelsinide, Südsinide                | Westnegride: Sudanide, Nilotide, Kafride, Palänegride                                                            |
| Bergrassengürtel: Alpinide, Westalpinide, Lappide, Dinaride, Armenide, Turanide, Aralide, Pamiride                                                                                | Südmongolide: Palämongolide, Palaungide, Neside                                    | Ostnegride: Neomelaneside, Palämelaneside, Australide                                                            |
| Alteuropide: Weddide, Wedda, Gondide, Malide, Toalide, Ostweddide, Ainuide | Indianide: Indianide                                                               | Khoisanide: Khoisanide, Khoide, Sanide                                                                           |
| | Nordindianide: Pazifide, Zentralide, Silvide, Planide, Appalacide, Margide         | Pygmide: Bambutide, Negritide, Aetide, Semangide, Andamanide                                                     |
| | Südindianide: Andide, Patagonide, Brasilide, Lagide, Fuegide, Südfuegide, Huarpide | |

Japan war für ihn der „gefährlichste biologische und wirtschaftliche Gegner aller Europäer“ (S. 886). Migrationsbewegungen aus den Ländern der südlichen Peripherie Europas nannte er eine „farbige Gefahr“, die als „Einwanderungsbewegung und wirtschaftliche Einflussnahme“ der militärischen Eroberung Europas vorausgehe (S. 887). Bildung in Asien betrachtete er als Bedrohung und „größte[n] Rassenverrat der Weltgeschichte“, da die „unreifen“ Asiaten mit ihrer „Halbbildung in ihrer ganzen Überheblichkeit und Engstirnigkeit, mit ihren niederen Instinkten und ihrem Hass gegen alles Höhere“ zum Führer gegen Europa würden (S. 887). Negride, Drawidas und Südostasiaten bezeichnete er als „Primitivrassen“, die für immer in einem infantilen Entwicklungsstadium zurückgeblieben seien. Aborigines, Tamilen und Veddas verglich er mit jungen Gorillas (Die Forschung am Menschen. Band 1, S. 53 f.).

### Rezeption nach der Zeit des Nationalsozialismus
Eickstedts Ausgewählte Lichtbilder zur Rassenkunde des deutschen Volkes (1933) wurden in der Sowjetischen Besatzungszone und sein Die rassischen Grundlagen des deutschen Volkstums (1941) in der Deutschen Demokratischen Republik auf die Liste der auszusondernden Literatur gesetzt. In der 1985 in der DDR erschienenen Geschichte der Biologie wird er jedoch als bedeutender Anthropologe und Rassentheoretiker gewürdigt.
Eickstedts Theorie der Gliederung der Menschheit in drei „Großrassen“ wurde noch bis in die 1990er Jahre in populären westdeutschen Lexika vertreten.
Eickstedt sei, so der Humanbiologe Horst Seidler und der Arzt Andreas Rett, ein Schöpfer von „rassendiagnostischen Formeln“, die im NS-Staat zur Durchführung der Nürnberger Gesetze (1935) angewendet worden seien. Diese einfachen Formeln, in der nationalsozialistischen Literatur auch Eickstedtsche Rassenformeln genannt, zielten auf die „rassische“ Klassifizierung einer Person nach fünf physischen Kriterien (Körpergröße, Gesichtsform, Nasenform, Haarfarbe, Augenfarbe) ab, die dem NS-Kanon von sechs europäischen „Systemrassen“ („nordische, westische, ostische, ostbaltische, dinarische, fälische Rasse“) zugeordnet wurden. Eickstedt sei der irrigen Überzeugung gewesen, dass neben der äußeren Erscheinung auch Charakter und Verhalten eines Menschen durch die „Rasse“ determiniert würden.
Für den Wissenschaftshistoriker Benoît Massin war Eickstedt „eher ein gemäßigter akademischer Nationalsozialist“. So wie mit Eickstedts Gutachtertätigkeit für das Reichssippenamt „haben Anthropologen und Humangenetiker als Rassengutachter das berufliche Schicksal und ab 1941 das Lebensschicksal von einigen tausend Menschen mit ‚unklarer Herkunft‘ bestimmt.“ Ernst Klee stellte fest: „Eickstedt lobte sich ganz ungeniert am 31. Dezember 1940 in einer Denkschrift an den Reichserziehungsminister, er habe gegen Berge von Widerständen um eine biologische Weltanschauung und um den Rassegedanken gerungen ‚wie kein einziger zweiter Gelehrter in Deutschland oder auf der ganzen Welt‘.“
Ab Anfang der 1990er-Jahre skandalisierten studentische Arbeitsgemeinschaften an den Universitäten in Mainz und Hamburg die Breslauer Schule und Eickstedt. Beide Arbeitsgruppen beschäftigten sich mit dem Rassismus Eickstedts und seiner Zuarbeit zur NS-Verfolgungs- bzw. Expansionspraxis sowie der darauf beruhenden Traditionsbildung bzw. Apologetik.

## Publikationen
Monographien (Auswahl)
- Die rassischen Grundlagen des deutschen Volkes. Schaffstein Verlag, Köln 1934.
- Rassenkunde und Rassengeschichte der Menschheit. Enke, Stuttgart 1934.
- Grundlagen der Rassenpsychologie. Enke, Stuttgart 1936.
- Rassendynamik von Ostasien. China und Japan, Tai und Kmer von der Urzeit bis heute. De Gruyter, Berlin 1944.
- Die Forschung am Menschen. 3 Bände. Enke, Stuttgart 1940–1963.
- Türken, Kurden und Iraner seit dem Altertum. Probleme einer anthropologischen Reise. Gustav Fischer, Stuttgart 1961.

herausgegebene Zeitschriften
- Zeitschrift für Rassenkunde und die gesamte Forschung am Menschen. 1935–1944.
- Homo. Zeitschrift für die vergleichende Forschung am Menschen. 1949 ff.

Aufsätze (Auswahl)
- Rassenelemente der Sikh. In: Zeitschrift für Ethnologie. Band 52/53, 1920–21, S. 317–368.
- Beiträge zur Rassenmorphologie der Weichteilnase. In: Zeitschrift für Morphologie und Anthropologie. Band 25, 1925, S. 171–220.
- Die Negritos und das Negritoproblem. In: Anthropologischer Anzeiger. Band 4, 1927, S. 275–293.
- Die Negritos der Andamanen. In: Anthropologischer Anzeiger. Band 5, 1928, S. 251–268.
- Der Zentral-Dekkan und die Rassengliederung Indiens. In: Anthropologischer Anzeiger. Band 8, 1931, S. 89–103.
- Die anthropologische Stellung von Indochina. In: Zeitschrift für Morphologie und Anthropologie. Band 34, 1934, S. 79–83.
- Die Mediterranen in Wales. In: Zeitschrift für Rassenkunde. Band 1, 1935, S. 19–64.
- Ganzheitsanthropologie. In: Zeitschrift für Rassenkunde. Band 3, 1936, S. 1–10.
- Hormone und Boden. Die Stellung eines Problems. In: Landeskundliche Forschung. Festschrift für Norbert Krebs. Stuttgart 1936, S. 67–82.
- Rassen im schlesischen Raum. Sinn und Ergebnisse der RUS. In: Raumforschung und Raumordnung. Band 3, 1939, S. 424–436.
- Wie sahen die Hunnen aus? Eine anthropologisch-historische Untersuchung. In: Zeitschrift für Rassenkunde. Band 13, 1942, S. 217–250.
- Völkerbiologische Probleme der Sahara. Die Anthropologie der Tuareg und Tebu und die Rassengeschichte der antiken West-Aethiopier. In: Beiträge zur Kolonialforschung. Tagungsband I, 1943, S. 169–240.
- Biodynamik der Europiden. In: Historia Mundi. Band 1. München 1952, S. 115–134.
- Rassentypen und Typendynamik von Asien. In: Historia Mundi. Band 1, München 1952, S.-147–166.
- Der Ursprung der Inder. In: Indien und Deutschland. Nehru-Festschrift. 1956, S. 48–70.
- Anthropologie mit und ohne Anthropos. In: Homo. Band 14, 1963, S. 1–16.

### Hausgeschichtsschreibung
- Ilse Schwidetzky: Egon Freiherr von Eickstedt. In: Homo. Band 3, 1952, S. 49–56.
- Ilse Schwidetzky: Egon Freiherr von Eickstedt. Begriff und Gestalt des lebendigen Menschen. In: Hans Schwerte, Wilhelm Spengler (Hrsg.): Forscher und Wissenschaftler im heutigen Europa. 2. Mediziner, Biologen, Anthropologen. Stalling, Oldenburg 1955, S. 317–324.
- Ilse Schwidetzky: Egon Freiherr von Eickstedt 10.4.1892 – 20.12.1965. In: Homo. Band 16, 1965, S. 197–200.
- Ilse Schwidetzky und A. Kandler-Palsson, R. Knußmann, F. W. Rösing: Biographie Egon Freiherr von Eickstedt (10.4.1892– 20.12.1965). In: Homo. Band 43, 1992, S. 3–28.

### Wissenschaftlich
- Heidrun Kaupen-Haas, Christian Saller: Wissenschaftlicher Rassismus. Analysen einer Kontinuität in den Human- und Naturwissenschaften. Campus, Frankfurt am Main 1999, ISBN 3-593-36228-7.
- Andreas Lüddecke: Rassen, Schädel und Gelehrte. Zur politischen Funktionalität der anthropologischen Forschung und Lehre in der Tradition Egon von Eickstedts. Peter Lang, Bern 2000, ISBN 3-631-37081-4.
- Uwe Hoßfeld: Geschichte der biologischen Anthropologie in Deutschland. Von den Anfängen bis in die Nachkriegszeit. Franz Steiner, Stuttgart 2005, ISBN 3-515-08563-7.
- Albrecht Scholz, Thomas Barth, Anna-Sophia Pappai, Axel Wacker: Das Schicksal des Lehrkörpers der Medizinischen Fakultät Breslau nach der Vertreibung 1945/46. In: Würzburger medizinhistorische Mitteilungen. Band 24, 2005, S. 497–533, hier insbesondere S. 519–522, 525.
- Dirk Preuß: „Anthropologe und Forschungsreisender“: Biographie und Anthropologie Egon Freiherr von Eickstedts (1892–1965). Utz, München 2009, ISBN 978-3-8316-0872-0.
- Katja Müller: Die Eickstedt-Sammlung aus Südindien: Differenzierte Wahrnehmungen kolonialer Fotografien und Objekte. Peter Lang, Frankfurt 2015, ISBN 978-3-631-66619-7.